# Zone Rouge

Mappa che mostra le condizioni immediatamente dopo la cessazione delle ostilità: in rosso le aree totalmente distrutte, in giallo quelle con danni rilevanti ed in verde quelle moderatamente danneggiate.

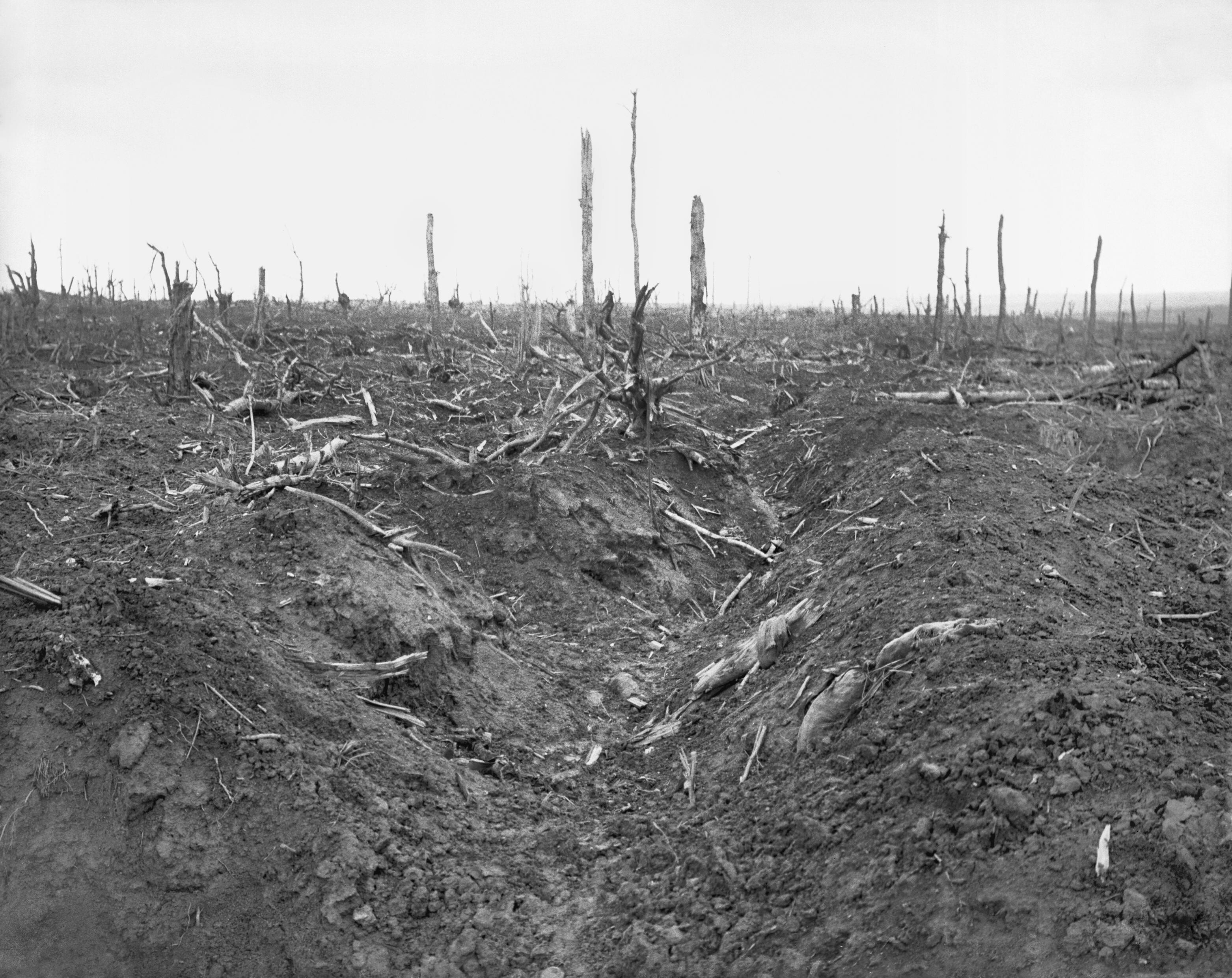
Una trincea tedesca presso Delville, vicino a Longueval (Somme), che venne distrutta nel 1916 all'interno della Zone Rouge

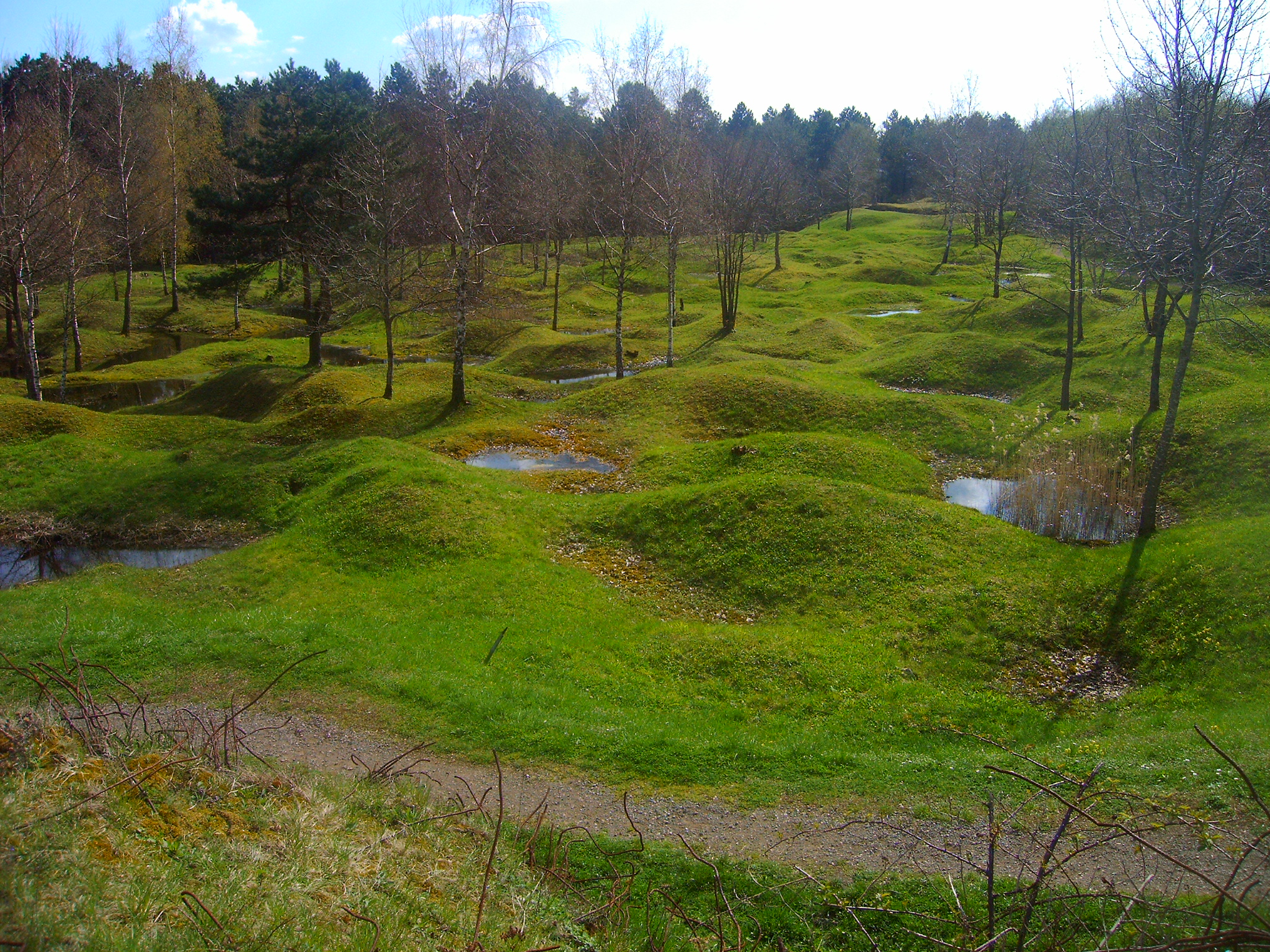
Verdun, campo di battaglia (2005)

La Zone rouge (Zona rossa) è una catena di aree non contigue attraverso il nord-est della Francia che il governo francese decise di isolare impedendone l'accesso e qualsiasi utilizzo dopo la prima guerra mondiale. Questi territori, che in origine si estendevano per più di 1 200 chilometri quadri (460 mi²), erano stati talmente devastati e contaminati dalle armi utilizzate durante la guerra, da rendere troppo pericoloso l'abitarci o addirittura il transitarvi. Piuttosto che procedere a una bonifica immediata, tali aree vennero espropriate nel 1919 e si preferì che si naturalizzassero. Nel 2021 la Zone rouge esiste ancora anche se la sua estensione si è molto ridotta (attualmente circa 100km2, equivalenti all'estensione di Parigi).
La Zone rouge fu definita, dopo la guerra, come un'area completamente devastata, senza possibilità di bonifica e di vita umana.

## Principali pericoli
Queste aree sono saturate di ordigni inesplosi tra cui molti proiettili caricati con aggressivi chimici, granate e munizioni varie molto degradate. Il suolo è gravemente inquinato dal piombo, mercurio, cloro, arsenico, vari composti chimici nocivi o velenosi, acidi e resti di migliaia di cadaveri. Vi sono migliaia di bunker sepolti contenenti munizioni convenzionali e chimiche.
Ogni anno più di 30 tonnellate di ordigni inesplosi vengono recuperati. Il 2% degli ordigni ritrovati è caricato con aggressivi chimici, principalmente iprite. Secondo l'agenzia governativa francese Sécurité Civile ci vorranno non meno di 300 anni perché l'area sia completamente bonificata. Alcuni sondaggi svolti nel 2005–06 trovarono fino a 300 ordigni/10 000 m2 nei primi 15 cm di suolo delle aree più contaminate.
Nel 2007 alcune aree rimanevano completamente interdette al pubblico. Per esempio due aree intorno a Ypres e la Lorena dove il 99% della vegetazione ancora non attecchisce, a nord di Verdun, in un'area denominata localmente place à gaz (il posto dei gas) furono ammassate ed incendiate, negli anni venti del novecento, le munizioni caricate a gas di arsenico, il soprassuolo è costituito da queste ceneri dove l'arsenico può arrivare a concentrazioni di 175,907 mg/kg in alcuni campioni.